# Negueira de Muñiz
Negueira de Muñiz ist eine spanische Gemeinde (Concello) mit 240 Einwohnern (Stand: 2024) in der Provinz Lugo der Autonomen Gemeinschaft Galicien.

## Geografie
Negueira de Muñiz liegt am östlichen Rand der Provinz Lugo an der Grenze zur benachbarten Autonomen Gemeinschaft Asturien. Die Gemeinde liegt ca. 55 Kilometer östlich der Provinzhauptstadt Lugo.
Umgeben wird Negueira de Muñiz von den vier Nachbargemeinden:
|              | Grandas de Salime (Asturien)                |                    |
| A Fonsagrada | Kompassrose, die auf Nachbargemeinden zeigt | Allande (Asturien) |
|              | Ibias (Asturien)                            |                    |

Die Gemeinde wird von über 1000 m hohen Bergen eingerahmt. Der Navia durchquert das Gebiet der Gemeinde von Südwest nach Nordost, wird hier zum Salime-Stausee gestaut und teilt das Gemeindegebiet in zwei Hälften.
Der Bau des Salime-Stausees in den sechziger Jahren des letzten Jahrhunderts hat die Isolation des rechten Ufers verstärkt und eine starke Migrationsbewegung verursacht. Die Gemeinde, die den Nachnamen des Begründers ihrer administrativen Unabhängigkeit trägt, ist derzeit die am dünnsten besiedelte in Galicien.
Es gibt bewaldete Vegetationsflecken, die von Eichen dominiert werden, aber wo das Tal das Bergklima mildert, erlaubt es die Existenz von Arten wie Korkeichen und sogar Weinbergen.
Ein Schutzgebiet des Natura 2000-Netzes mit einer Größe von 45 km² ist seit 2004  im Gemeindegebiet ausgewiesen, seit 2014 als Special Area of Conservation (SAC) ernannt.

## Bevölkerungsentwicklung der Gemeinde
Nach einem Höhepunkt der Gemeindegröße auf über 1500 Einwohner um 1940 sank die Zahl der Bevölkerung stetig bis 2010 auf knapp 200. Einer der markantesten Rückgänge ist zwischen 1960 und 1970 zu verzeichnen, als die Gemeinde in dieser Periode allein circa 46 % der Einwohner verlor.

## Gemeindegliederung
Die Gemeinde Negueira de Muñiz ist in sechs Parroquias gegliedert:
| Parroquias         | Patrozinium             | Einwohner 2024 | Fläche km² | Dichte Einw./km² | Höhe msnm | Ortskennzahl |
| ------------------ | ----------------------- | -------------- | ---------- | ---------------- | --------- | ------------ |
| Barcela            | San Miguel              | 45             | 17,98      | 3                | 251       | 27035010000  |
| Marentes           | Santa María Madanela    | 20             | 3,56       | 6                | 0         | 27035030000  |
| Negueira           | San Salvador            | 86             | 15,28      | 6                | 360       | 27035040000  |
| Ouviaño            | Santiago                | 33             | 15,61      | 2                | 414       | 27035050000  |
| Río de Porto       | San Brais da Barqueiría | 11             | 3,12       | 4                | 0         | 27035060000  |
| San Pedro de Ernes | San Pedro               | 45             | 16,72      | 3                | 408       | 27035020000  |

Der Sitz der Gemeinde befindet sich im Ort Negueira in der gleichnamigen Parroquia.

## Geschichte
Negueira de Muñiz war Teil der Gerichtsbarkeit von Burón, die dem Grafen von Altamira gehörte und sich 1833 der Gemeinde A Fonsagrada anschloss. Im Jahre 1928 spaltete sich die Gemeinde Negueira de Muñiz ab. Der Name der neuen Gemeinde erhielt sie auf königliche Anordnung zu Ehren von José Antonio Muñiz Álvarez.
Die jüngste Geschichte ist mit dem Bau des Stausees Grandas de Salime verbunden, dem dritten Stausee am Fluss Navia, der seinerzeit der größte Staudamm Spaniens war und am 24. August 1955 offiziell eingeweiht wurde.

## Sehenswürdigkeiten
Neben prähistorischen Überresten, die von der Antike der Gemeinde zeugen, verfügt Negueira de Muñiz über eine reiche kirchliche Architektur, die in den verschiedenen Pfarrkapellen wie der Kirche San Salvador de Negueira, der Kapelle von Tallobre, der Kapelle San Ildefonso und der Kapelle San Antonio de A Gamalleira, der Kapelle von Santa Baia und der Kapelle von Ouviaño gezeigt wird, einer ländlichen Kirche mit einer Vorhalle und einem Altarbild aus dem 19. Jahrhundert.
Hervorzuheben ist die Kirche San Salvador mit ihrem Pfarrhaus aus dem Ende des 15. oder Anfang des 16. Jahrhunderts. Die Kirche besitzt einen Grundriss in Form eines lateinischen Kreuzes mit Kapellen in den Armen und einem Altarraum, der mit einem  Kreuzgewölbe bedeckt ist, einer Vorhalle mit kleinen Arkaden und einem Glockengiebel an ihrer Vorderseite. Im Inneren zeigen sich in der Hauptkapelle ein barockes Altarbild aus dem 18. Jahrhundert und Goldschmiedearbeiten aus dem 19. Jahrhundert, wie ein silbernes Kreuz.
Bei niedrigem Wasserstand des Stausees erkennt man die alte Kirche von Barcala in den Wassern der Navia.

## Wirtschaft
| Ackerbau, Viehzucht und Fischerei                                                  | 03 | 06,52  |
| Industrie                                                                          | 05 | 010,87 |
| Bauwirtschaft                                                                      | 0  | 00,00  |
| Dienstleistungsbetriebe                                                            | 38 | 082,61 |
| Total                                                                              | 46 | 100,00 |
| * Daten aus dem Statistischen Amt für Wirtschaftliche Entwicklung in Galicien, IGE |    |        |

## Verkehr
Die Gemeinde liegt fernab von Fernverkehrsstraßen. Es führen nur drei größere Landstraßen, die LU-P-3601, die LU-P-1910 und die LU-702, in das Gemeindegebiet und enden in Stichstraßen an der Nordgrenze der Gemeinde.

## Persönlichkeiten
- José Antonio Muñiz Álvarez, geboren am 18. August 1883 in der Parroquia Ernes der Gemeinde, gestorben am 3. Januar 1956 in Lugo, war ein galicischer Politiker.

Schon als Jugendlicher musste er, wie viele andere Nachbarn und tausende Galicier, auswandern, in der Hoffnung, ein Vermögen zu machen und eines Tages in seine kleine Heimat zurückzukehren, in seinem Fall zunächst auf die Karibikinsel Kuba. Jahre später ging er nach Frankreich, bevor er 1923 in seine Heimatstadt zurückkehrte. Zwischen 1923 und 1925 gruppierte er die Bewohner des Negueira-Tals in Agrargesellschaften in Form von Genossenschaften und gründete mehrere Schulen, um die Bildung zu fördern, damit Kinder nicht Analphabeten werden. Er war Sekretär des Agrarverbandes der Landwirtschaftsliga von Lugo (1923) und Präsident des Verbandes der landwirtschaftlichen Gesellschaften und der Gewerkschaften des Distrikts Fonsagrada (1927–1933).
José Antonios Ziel war die Loslösung der sechs Parroquias (Río de Porto, Negueira, Ernes, Ouviaño, Barcela und Marentes) von A Fonsagrada. Sie erfolgte am 22. Juli 1928 durch königlichen Erlass. Am 22. November 1929 wurde der Name auf königliche Anordnung in Negueira de Muñiz geändert, um Verwechslungen mit anderen Gemeinden mit ähnlichem Namen zu vermeiden und gleichzeitig den berühmten Sohn der kurz zuvor geschaffenen Gemeinde zu ehren, deren erster Gemeindedirektor von Muñiz geleitet wurde, der aber nie Bürgermeister des Stadtrats wurde.
In der Zweiten Republik setzte er seine Tätigkeit als Agrarführer fort, wurde für die Wahlen im November 1933 zum Kandidaten der unabhängigen Agrarlinken proklamiert und schloss sich später der Republikanischen Linken an. Beim Putsch vom 18. Juli 1936 wurde er am 25. Juli festgenommen, inhaftiert, verurteilt und sein Vermögen wurde beschlagnahmt. Er wurde am 14. Juni 1942 aus dem Gefängnis entlassen und heiratete im Juli Estrella Méndez Campa. Die Umstände der Haft, die Übergriffe und Misshandlungen, denen er ausgesetzt war, haben ihn psychisch sehr betroffen. Er ließ sich in Lugo nieder, wo er Jahre später starb.